# Julmust
Julmust (dansk: "julemost") er en svensk læskedrik, der især er populær op til jul. Op til påske sælges påskmust, men det er som regel samme opskrift. Resten af året ses navnet must, for eksempel på Apotekarnes. Tidligere blev Apotekarnes must tilberedt før jul og lagret et år inden den blev solgt som julmust.

## Historie
Den væsentligste ingrediens i julmust er en essens, som AB Roberts i Örebro er hovedleverandør af. Den oprindelige opskrift kom fra Tyskland , hvor Harry Roberts havde studeret kemi. I 1910 startede produktionen i Örebro. Opskriften er hemmelig og kun to personer kender til essensens eksakte ingredienser. Blandt de ikke-hemmelige smagsstoffer er malt og humle (i dag som humleekstrakt).
I begyndelsen af 1920'erne, hvor der også var folkeafstemning om spiritusforbud, blev must lanceret som alternativ til at drikke øl til maden.

## Must og Coca-Cola
Salget af julmust i Sverige op til jul presser Coca-Colas omsætning, så den i december er omkring det halve af årets øvrige måneder, hvad der er et unikt svensk fænomen. Coca-Cola har derfor gennem årene forsøgt at udfordre julmusten forskellig vis. Flere gange har man forgæves forsøgt at købe rettighederne til den hemmelige opskrift for derved at få kontrol over salget, og i 1995 opsagde Coca-Cola sine aftaler med Pripps, fordi Pripps ikke havde fulgt Coca-Colas krav om større colasalg i december på bekostning af blandt andet julmusten.
I begyndelsen af 2000-tallet satsede Coca-Cola på store årlige julekampagner for at få svenskerne til at drikke mere Coca-Cola til julemaden, dog uden større succes. Til julen 2004 lanceredes Bjäre julmust i det sydlige Sverige. Coca-Cola var tilfreds med omsætningen og lancerede drikken i hele Sverige i 2005. Omsætningen faldt imidlertid, og i 2007 kunne man kun købe Bjäre-julmusten hos McDonald's, og til julesæsonen 2008 blev produktet fjernet fra sortimentet.

## Handel
I Sverige blev der i december 1999 konsumeret 45 millioner liter julmust, altså gennemsnitligt 5 liter per svensker. Julmust står for cirka 50 % af det samlede sodavandssalg december, og 75 % af årets must-salg er julmust.

## Julmust-mærker
Der findes knap 30 julmust-mærker.